# Compromesso di Breda
Il compromesso di Breda fu preceduto dal "Compromesso" (o Lega dei Nobili), un patto di alleanza firmato durante la guerra degli ottant'anni dalla nobiltà, in particolare la nobiltà dei Paesi Bassi del Sud (novembre 1565). Lo scopo di questo patto era l'abolizione dell'Inquisizione e un ammorbidimento delle ordinanze contenenti misure contro gli eretici.
Il Compromesso si allargò velocemente verso il nord, in particolare in Olanda, raccogliendo, oltre a una quantità di cattolici moderati, anche nobili calvinisti.
I leader erano tra gli altri Jan van Marnix e i fratelli Van Brederode. I leader dell'alta nobiltà - conte van Egmont, conte van Horne, barone di Montigny, conte van Hoogstraaten e Guglielmo d'Orange - inizialmente si tennero da parte.
Guglielmo d'Orange era in contatto con i nobili del Compromesso attraverso suo fratello Ludovico di Nassau. Oltre al terrore causato dall'introduzione dell'Inquisizione e il risentimento per le ordinanze contro gli eretici, il motivo che spingevano i nobili a protestare era anche il desiderio di conservare la propria posizione sociale e politica. Molti nobili si erano impoveriti e l'arrivo di funzionari rappresentanti del governo centrale li aveva privati della loro autorità.
Il 5 aprile 1566 i nobili del Compromesso presentarono due petizioni, ma la furia iconoclasta dell'agosto 1566 spinse la nobiltà al cosiddetto accordo con Margherita di Parma: la reggente si impegnava a inoltrare al governo spagnolo le richieste dei nobili olandesi. Pertanto il Compromesso veniva sciolto e la rivolta rimaneva senza leadership.

## Compromesso di Breda
Il 30 gennaio 1567 a Breda un gruppo residuo di nobili costituì il cosiddetto "Compromesso di Breda", che riuniva Guglielmo d'Orange, il conte van Horne, il conte Van den Bergh, il conte van Hoogstraten, il conte van Nieuwenaar, Hendrik van Brederode e i loro seguaci. L'8 febbraio 1567 questo gruppo presentò, attraverso Guglielmo van Blois van Treslong, la terza Petizione alla reggente Margherita di Parma. Il documento chiedeva, minacciando la violenza, una stretta osservanza dell'Accordo concluso precedentemente da Margherita con la Lega dei Nobili.
Nella sua risposta del 16 febbraio 1567 la reggente Margherita rimproverava ai protestanti l'inosservanza dell'Accordo e si opponeva soprattutto alla minaccia di violenza.
Tutto questo portò alla battaglia di Oosterweel (13 marzo 1567), dove fu ucciso Jan van Marnix.